# Osvaldo Soriano Football Club
L'Osvaldo Soriano Football Club (OSFC) è la rappresentativa nazionale di calcio degli scrittori italiani. Nata nel settembre 2001, ha inizialmente avuto sede a Cesena, per spostare poi la sede operativa a Torino. L'OSFC, nato da un'idea di Paolo Verri e delle operatrici culturali Paola Cimatti e Silvia Brecciaroli, promuove e sostiene progetti di solidarietà e beneficenza.
Attraverso l'organizzazione di eventi calcistici e culturali si propone di far avvicinare sempre più persone alla lettura, ai libri e alla letteratura creando occasioni di scambio fra scrittori italiani e stranieri e donando libri a ospedali, carceri e biblioteche. Il nome della squadra è un tributo a  Osvaldo Soriano, giornalista e scrittore argentino autore di Triste, solitario y final, grande appassionato di calcio, che mise questo sport al centro di molti suoi scritti (fra questi Pensare coi piedi e Fùtbol, storie di calcio).

## Le pubblicazioni
L'Osvaldo Soriano Football Club ha ispirato il film documentario Scrittori nel pallone di Davide Minnella, Alessandro D'Alessandro e Annalisa Lo Pinto, presentato all'edizione 2006 del Festivaletteratura di Mantova. Nel 2005 la Gazzetta dello Sport ha pubblicato A schema libero, una raccolta di racconti su trentacinque anni di storia del calcio mondiale scritti dai giocatori-scrittori dell'Osvaldo Soriano Football Club. Nel 2010, in occasione del Campionato mondiale di calcio in Sudafrica, l'OSFC ha pubblicato Era l'anno dei mondiali, uscito in allegato al Corriere della Sera. Nel 2012 invece Fughe per la vittoria (Bimed-Fondazione Borgonovo), raccolta di storie per raccogliere fondi per la SLA. Nel 2013 è la volta di Racconti in bottiglia, un progetto editoriale realizzato per la Città di Marsala, nominata nel 2013 Città europea del vino. Il progetto, promosso insieme al Corriere della Sera, ha visto la pubblicazione di una serie di racconti sul sito corriere.it, che sono poi diventati un volume, edito sempre dal Corriere. Nel 2014, durante i Mondiali brasiliani, su iniziativa di Dino Giarrusso gli autori dell'OSFC diventano Penne mondiali curando una rubrica quotidiana per il canale sport del sito Tiscali.it

## Writers' League
La nazionale scrittori partecipa alla Writer's League, torneo internazionale - nato da un'idea di Alessandro Baricco - tra squadre di scrittori di vari Paesi per favorire l'incontro e il confronto tra le varie realtà letterarie (ad esempio Svezia, Inghilterra, Germania, Ungheria, Turchia, Israele, Norvegia e altre).                                                                                       La prima edizione della Writers' si è svolta nel 2005 a San Casciano dei Bagni (Siena). Due le edizioni del 2006, la prima a Brema (Germania) e la seconda a Coverciano (Firenze). Nel 2007 l'organizzazione è toccata a Malmö (Svezia): le prime quattro edizioni sono state tutte vinte dalla Svezia. Nel 2010 la Writers' League si è trasferita a Unna (Germania) con vittoria dei padroni di casa tedeschi. Nel 2012 e 2013 si è giocata a Haifa (Israele) dove si è registrato il doppio trionfo degli azzurri dell'OSFC. Nel 2019 a Tito, in provincia di Potenza, gli italiani hanno vinto di nuovo il torneo.

## La squadra
I componenti della rosa sono Stefano Lazzarini (portiere), Martino Ferrario (portiere), Giampaolo Simi (difensore), Marco Cassardo (difensore), Francesco Marocco (difensore), Claudio Menni (difensore), Valerio Aiolli (difensore), Luigi Sardiello (difensore), Emanuele Cerquiglini (difensore), Fabio Geda (difensore), Francesco Forlani (difensore), Enrico Remmert (difensore), Paolo Verri (difensore), Walter Lazzarin (difensore), Emmanuele Bianco (centrocampista), Emiliano Sbaraglia (centrocampista), Emiliano Zannoni (centrocampista), Marco Bernini (centrocampista), Paolo Valoppi (centrocampista), Gianluca Lombardi d'Aquino (centrocampista), Dino Giarrusso  (centrocampista), Davide Longo (centrocampista), Carlo D'Amicis (centrocampista), Paolo Sollier (centrocampista), Cristiano Cavina (centrocampista), François Morlupi (centrocampista), Francesco Trento (attaccante), Emiliano Audisio (attaccante), Nicola Boccola (attaccante), Carlo Grande (attaccante), Marco Boccia (attaccante), Stefano Sardo (attaccante), Alessandro Fabbri (attaccante).
Nel corso degli anni sono stati oltre cinquanta gli scrittori a indossare la maglia azzurra: tra gli altri Alessandro Baricco (centrocampista), Maurizio Ternavasio, Gian Luca Favetto (portiere), Alessandro Perissinotto (terzino), Marco Mathieu (difensore), Michele Mari, Marco Bettini, Marco Bosonetto, Sandro Santori, Francesco Zardo, Carlo Lucarelli (punta), Carlo Feltrinelli,  Dario Voltolini, Enzo Fileno Carabba, Andrea Cotti, Davide Pinardi, Fernando Acitelli e Beppe Severgnini (mediano).
Il primo allenatore dell'OSFC è stato Giancarlo Magrini; dal 2005 il ruolo di mister è passato a Paolo Sollier, Il bomber è Francesco Trento con oltre 100 gol; il capitano è stato Carlo D'Amicis.
Lo sponsor tecnico è Adidas.
Fra i sostenitori della squadra Niccolò Ammaniti, Loriano Macchiavelli, Francesco Piccolo, Giampiero Rigosi, Gabriele Romagnoli, Marco Travaglio, Darwin Pastorin.